# Phrudocentra contaminata
Phrudocentra contaminata là một loài bướm đêm trong họ Geometridae.